# Giuseppe La Rosa (compositore)
Giuseppe La Rosa (Lercara Friddi, 28 ottobre 1970) è un compositore italiano, vicedirettore del Conservatorio Alessandro Scarlatti di Palermo.

## Biografia
Giuseppe La Rosa nasce a Lercara Friddi il 28 ottobre 1970. 
Nel 1994 ottiene il diploma in Composizione e Strumentazione per Orchestra di Fiati (già F340) presso il Conservatorio Evaristo Felice Dall'Abaco di Verona e consegue la laurea in Musicologia (DAMS) presso l’Università degli Studi di Bologna. Successivamente ottiene il biennio di specializzazione post-lauream in Didattica della musica presso l’Università di Roma Tor Vergata.
Completa la sua formazione con Aldo Clementi, Gino Stefani, Luisa Di Segni-Jaffé e Manuel Angel Lladò.
Il suo catalogo accademico comprende oltre 300 composizioni per diversi organici; ha realizzato numerosi CD, composizioni per nuovi linguaggi, cortometraggi e musica per immagini. 
L’editore GDM di Roma ha pubblicato un’antologia di brani per audiovisivi destinati alle emittenti RAI e LA7, che include alcune sue composizioni. Numerose sue opere sono state eseguite sia in Italia che all’estero.

### Attività didattica
Egli ha svolto attività di docenza presso i Conservatori di Musica di Bari, Reggio Calabria, Cosenza e Messina. Attualmente è titolare della cattedra di Elementi di Composizione per Didattica presso il Conservatorio Alessandro Scarlatti di Palermo, di cui è anche vicedirettore.

### Produzione artistica
Dal 1989, anno della composizione dell'Inno di Sicilia, la sua produzione è interamente dedicata all’ethos e alla spiritualità della Sicilia. Ogni brano è caratterizzato da riferimenti specifici a eroi, personaggi, eventi storici, città e luoghi siciliani. I temi originali sono sviluppati in un linguaggio neoclassico e si declinano in organici colti quali coro, orchestra, pianoforte, organo e gruppi da camera, contribuendo a definire quella che l’autore stesso chiama “Musica Colta di Sicilia”.
Presso il Parco archeologico Valle dei Templi di Agrigento, all’interno della rassegna I venerdì nella Valle, presenta due opere in prima esecuzione assoluta: Valle dei Templi (2014) e A Mida Auleta (2015) su testi di Pindaro.
In occasione dell’inaugurazione dell’anno accademico 2015/2016 del Conservatorio Alessandro Scarlatti di Palermo, la sua composizione Preludio Sinfonico viene eseguita in prima assoluta presso il Teatro Massimo di Palermo.
La composizione Falcone e Borsellino è stata eseguita in anteprima a Corleone nel novembre 2016 sotto la direzione dell’autore, mentre la prima esecuzione nazionale è avvenuta l'8 dicembre 2016 al Teatro Zandonai di Rovereto. Nel trentesimo anniversario delle stragi, l’opera è stata eseguita presso il Comando della Guardia di Finanza – Regione Sicilia – dall’Orchestra Sinfonica del Conservatorio di Palermo.
Dal 2010 al 2014 è stato consulente artistico dell’Accademia Secolo XXI di Legnago (Verona), curando la produzione di CD per la RAI, quali: Jeux et paysages (2012), Landscapes (2013), Dai Balcani al Mediterraneo (2015).
Nel luglio 2014 ha curato l’organizzazione di un concerto live per la Valle dei Templi di Agrigento.

## Opere

### Produzione letteraria
- La Sicilia in Goethe e nei viaggiatori tedeschi, Palermo, Promopress, 1994
- Didattica della musica, Palermo, Promopress, 1994

### Composizioni musicali
Tutte le composizioni prevedono una versione per pianoforte, una per orchestra oltre a varie trascrizioni.
- Inno di Sicilia (1989)
- Inno a Santa Maria Odigitria: Patrona di Sicilia (1989)
- Padre Nostro di Sicilia (1990)
- Ave Maria di Sicilia (1990)
- Falcone e Borsellino (in 33 stili, 1992)
- Sicilia Cuore del Mondo o Sicilia M come Musica (Una melodia mille versioni) (1992–2022)
- Marcia Nuziale di Sicilia (2001)
- 391 Sicily (dedicato a ciascun paese-città della Sicilia; 2002–2022)
- Il Conservatorio di Palermo: dal 1617 la Storia (10 omaggi ad Alessandro Scarlatti, Vincenzo Bellini, Giuseppe Raimondi, Richard Wagner, Igor Stravinsky, Francesco Cilea, Giuseppe De Nardis, Antonio Lizzi, Francesco Paolo Platania, Pietro Antonio Mulè; 2007–2020)
- I Dieci Pilastri di Sicilia (dedicati ad Archimede, Empedocle e Gorgia da Lentini, Federico II di Svevia, Antonello da Messina, Don Luigi Sturzo, Padre Pino Puglisi, Luigi Pirandello, Giovanni Falcone e Paolo Borsellino, Alessandro Scarlatti e Vincenzo Bellini, Frank Sinatra; 2010–2023)
- Sicilia Spirituale (10 omaggi, tra cui Sant'Agatone, San Sergio, Padre Pino Puglisi, Santa Rosalia, Salvo D'Acquisto, Biagio Conte; 2015–2023)
- Siciliani nel Mondo (2016)
- Il Maestro, il Principe, il Divo (dedicata ad Alessandro Scarlatti, Vincenzo Bellini, Frank Sinatra; 2017)
- Sicilia Liberty (2021)
- Histoire di Sicilia (in 13 quadri musicali; 2023):

1. Sicani e Siculi – “La Sicilia dell’Anima, Fiera e Orgogliosa”
2. Greci e Fenici – “La Sicilia intellettuale e mercantile”
3. Romani – “La Sicilia Guerriera”
4. Vandali ed Erulo-Ostrogoti – “La Sicilia terra di conquista”
5. Bizantini – “La Sicilia mistica”
6. Islamici – “La Sicilia delle rosse cupole”
7. Svevi e Normanni – “La Sicilia cattolica e imperiale”
8. Angioini, Aragonesi e Spagnoli – “La Sicilia intellettuale e mercantile”
9. Austriaci – “La Sicilia dell’amministrazione”
10. Borboni – “La Sicilia Regale”
11. Il Regno d’Italia, la Belle Époque e il Boom Economico – “La Sicilia che guarda lontano”
12. Falcone e Borsellino – “La Sicilia che reagisce”
13. La Sicilia dei Millennium – “La Sicilia vicina al futuro”